# 1. FC Slovácko (piłka nożna kobiet)
1. FC Slovácko – czeski klub piłki nożnej kobiet, mający siedzibę w mieście Uherské Hradiště, w południowo-wschodniej części kraju. Od sezonu 1994/95 występuje w rozgrywkach 1. ligi žen.

## Historia
Chronologia nazw:
- 1991: DFC Compex Otrokovice
- 1996: 1. FC Slovácko (sekcja piłkarska kobiet)

Kobieca drużyna piłkarska DFC Compex Otrokovice została założona w Otrokovice (16 km od Uherské Hradiště) jesienią 1991 roku, a zarejestrowana 3 czerwca 1992. Pierwszy mecz w rozgrywkach Mistrzostw Czechosłowacji (II. liga) zespół rozegrał 6 września 1992 roku. W 1993 roku nastąpił podział Czeskiej i Słowackiej Republiki Federacyjnej na dwie
niezależnie, odpowiednio organizowano osobno mistrzostwa. W sezonie 1993/94 drużyna startowała w pierwszych rozgrywkach drugiej ligi Czech, w których zdobyła awans do 1.ligi. W pierwszym sezonie na najwyższym poziomie drużyna zajęła 6.miejsce. W sezonach 1998/99 i 1999/00 wspięła się na podium, zajmując trzecie miejsce, a w 2001 i 2002 roku została wicemistrzem kraju. W sezonie 2005/06 po raz trzeci zespół został sklasyfikowany na trzecim miejscu. W 2006 roku drużyna dołączyła 
do multisportowego klubu 1. FC Slovácko, stając się jedną z sekcji i grając pod szyldem 1. FC Slovácko. W kolejnych pięciu sezonach od 2007 do 2012 roku drużyna zajmowała trzecie miejsce, stając się trzecią najlepszą drużyną w kraju po Sparcie Praga i Slavii Praga. Klub uczestniczył na najwyższym szczeblu we wszystkich rozgrywkach czeskiej kobiecej piłki nożnej, oprócz inauguracyjnego sezonu. Również w 2009 i 2018 roku dotarł do finału Pucharu Czech.

## Barwy klubowe, strój, herb, hymn
|  |  |

Klub ma barwy granatowo-białe. Piłkarki domowe spotkania zazwyczaj grają w białych koszulkach, białych spodenkach oraz białych getrach.
Herb klubu składa się z okrągłej tarczy, na której umieszczona nazwa klubu: w górnej części  Fotbalový Klub koloru białego na granatowym tle, a w dolnej części Slovácko koloru granatowego na białym tle. Napisy oddzielają trzy białe gwiazdki po obu stronach. W środku tarczy znajduje się koło w którym na górze litery "1. FC", a na dole litera "S".

## Sukcesy

### Trofea międzynarodowe
| \| \| Zdobyte trofea w rozgrywkach międzynarodowych (stan na: 31-05-2023) \| |                                                                     |      |                  |
| Rozgrywki                                                                    | Osiągnięcie                                                         | Razy | Sezon(y)         |
| · Liga Mistrzyń UEFA                                                         | zdobywca                                                            | 0    |                  |
| · Liga Mistrzyń UEFA                                                         | finalista                                                           | 0    |                  |
| · Liga Mistrzyń UEFA                                                         | 1.runda                                                             | 2    | 2021/22, 2022/23 |
| FIFA                                                                         | Zdobyte trofea w rozgrywkach międzynarodowych (stan na: 31-05-2023) |      |                  |

### Trofea krajowe
| \| \| Zdobyte trofea w rozgrywkach Czech (stan na: 31-05-2023) \| |                                                          |      | |
| Rozgrywki                                                         | Osiągnięcie                                              | Razy | Sezon(y) |
| Mistrzostwo                                                       | I miejsce                                                | 0    | |
| Mistrzostwo                                                       | II miejsce                                               | 2    | 2000/01, 2001/02 |
| Mistrzostwo                                                       | III miejsce                                              | 16   | 1998/99, 1999/00, 2005/06, 2006/07, 2007/08, 2008/09, 2009/10, 2010/11, 2011/12, 2014/15, 2015/16, 2016/17, 2017/18, 2020/21, 2021/22, 2022/23 |
| Puchar                                                            | zdobywca                                                 | 0    | |
| Puchar                                                            | finalista                                                | 2    | 2008/09, 2017/18 |
| II liga                                                           | I miejsce                                                | 0    | |
| II liga                                                           | II miejsce                                               | 0    | |
| II liga                                                           | III miejsce                                              | 0    | |
| Czechy                                                            | Zdobyte trofea w rozgrywkach Czech (stan na: 31-05-2023) |      | |

## Poszczególne sezony

### Rozgrywki międzynarodowe

#### Europejskie puchary
Legenda do wszystkich tabel:
- Q – runda eliminacyjna, 1/16, 1/8, 1/4, 1/2 – odpowiednia faza rozgrywek, Grupa – runda grupowa, 1r gr – pierwsza runda grupowa, 2r gr – druga runda grupowa, F – finał, R – runda, PO – play-off
- k. – rzuty karne, los. – losowanie, Dogr. – dogrywka, w. – zasada bramek strzelonych na wyjeździe

| Sezon   | Rozgrywki          | Runda | Przeciwnik         | Dom | Wyjazd | Ogólne |
| ------- | ------------------ | ----- | ------------------ | --- | ------ | ------ |
| 2021/22 | Liga Mistrzyń UEFA | 1R    | Girondins Bordeaux | –   | 1–2    | –      |
| 2021/22 | Liga Mistrzyń UEFA | 1R    | Brøndby IF         | –   | 1–2    | –      |
| 2022/23 | Liga Mistrzyń UEFA | 1R    | FK Mińsk           | –   | 1–2    | –      |
| 2022/23 | Liga Mistrzyń UEFA | 1R    | Breiðablik         | –   | 0–3    | –      |

### Rozgrywki krajowe
| \| Czechy \| Bilans występów klubu w rozgrywkach piłkarskich Czech (Stan na 31 maja 2023 r.) \| \| |                                                                                 |        |       |   |   |   |    |    |     |            |        |        |      |
| Poziom                                                                                             | Rozgrywki                                                                       | Sezony | Mecze | Z | R | P | B+ | B– | Pkt | Lata       | Awanse | Spadki | Naj. |
| I                                                                                                  | 1. liga žen                                                                     | 29     |       |   |   |   |    |    |     | od 1994/95 | 0      | 0      | 2    |
| II                                                                                                 | 2. liga žen                                                                     | 1      |       |   |   |   |    |    |     | 1993/94    | 1      | 0      |      |
| | Puchar Czech                                                                    | 14     |       |   |   |   |    |    |     | od 2007/08 | 0      | 0      | 2    |
| Czechy                                                                                             | Bilans występów klubu w rozgrywkach piłkarskich Czech (Stan na 31 maja 2023 r.) |        |       |   |   |   |    |    |     |            |        |        |      |

## Piłkarki, trenerzy, prezydenci i właściciele klubu

### Trenerzy
...
- Petr Vymazal
- Jiří Cinkotský
- Jiří Tyl

...
- 2004–2011:  Jitka Klimková

...
- od 2022:  Petr Vlachovský

## Struktura klubu

### Stadion
Drużyna rozgrywa swoje mecze domowe na stadionie Městský fotbalový stadion Miroslava Valenty, w Uherskim Hradišciu, który może pomieścić 8.000 widzów.

## Kibice i rywalizacja z innymi klubami

### Derby
- DFC Zeman Medlánky
- Zbrojovka Brno
- Lokomotiva Brno H.H.
- FC Olomouc